# پایگاه آب‌نشین تان-تار-آ ریسورت
پایگاه آب‌نشین تام-تار-آ ریسورت (به انگلیسی: Tan-Tar-A Resort Seaplane Base) یک فرودگاه همگانی است که یک باند فرود آب دارد و طول باند آن ۳۹۶۲ متر است. این فرودگاه در کشور ایالات متحده آمریکا قرار دارد و در ارتفاع ۲۰۱ متری از سطح دریا واقع شده‌است.